# Rosersbergs station
Rosersberg är en station på Stockholms pendeltågsnät och Märstagrenen, belägen i tätorten Rosersberg i Sigtuna kommun, 31,4 km från Stockholm C.  Stationen har en mittplattform med entré från en gångtunnel. Stationen har cirka 1 200 påstigande en genomsnittlig vardag vintern 2015. 

## Historik
Den ursprungliga stationen öppnades 1866, när Norra stambanan (som numera räknas till Ostkustbanan) invigdes. Den trafikerades ursprungligen av tåg mot Uppsala. Vissa av Stockholmsområdets lokaltåg, som tidigare haft sin norra ändpunkt i Upplands Väsby, förlängdes under 1940-talet till Märsta.
År 1967 övertog SL ansvaret för lokal persontrafik inom Stockholms län och modern pendeltågstrafik infördes, vilket medförde en ombyggnad av stationen. Ytterligare ombyggnader skedde på 1980-talet.

## Galleri

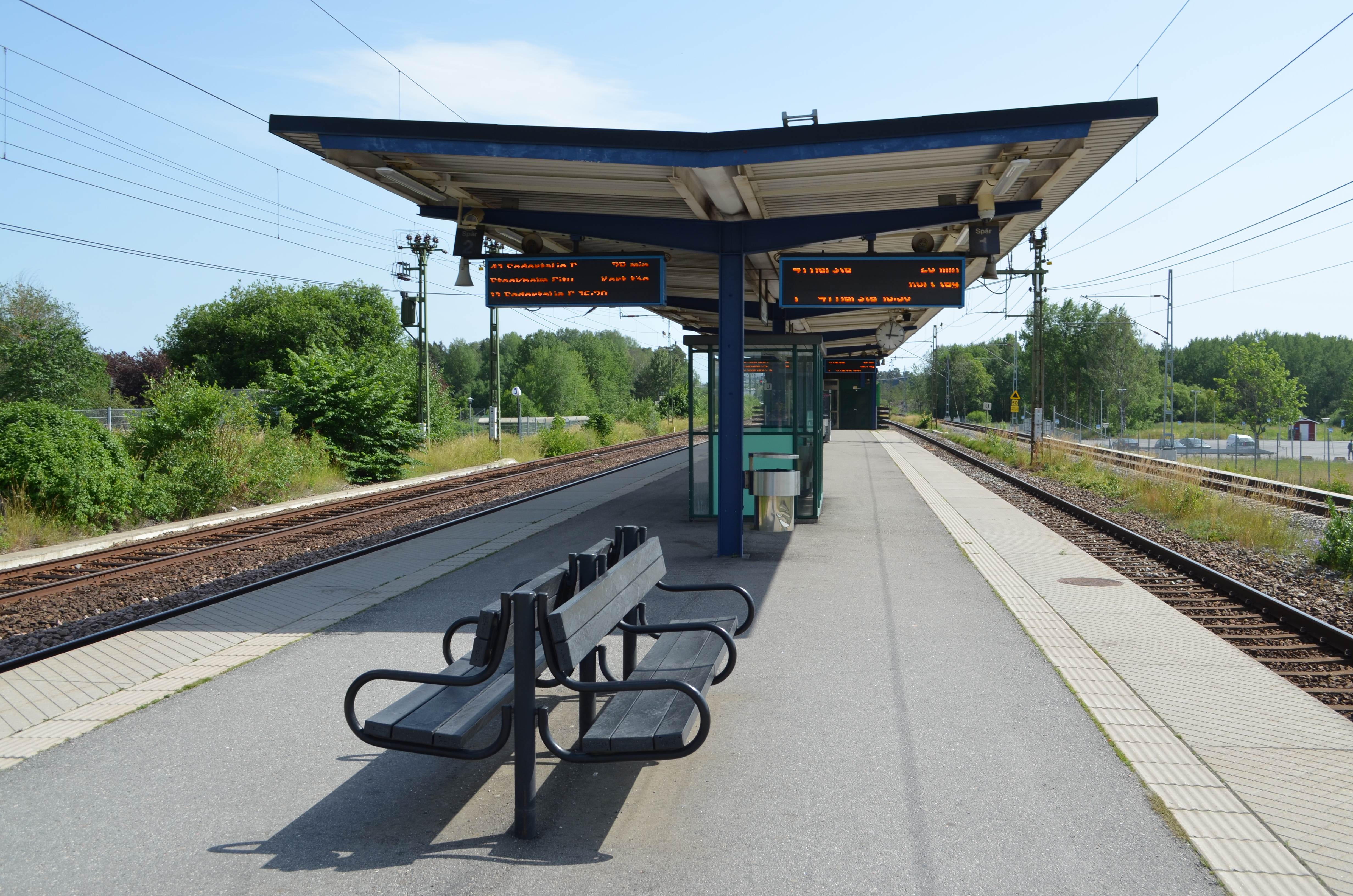
Perrongen
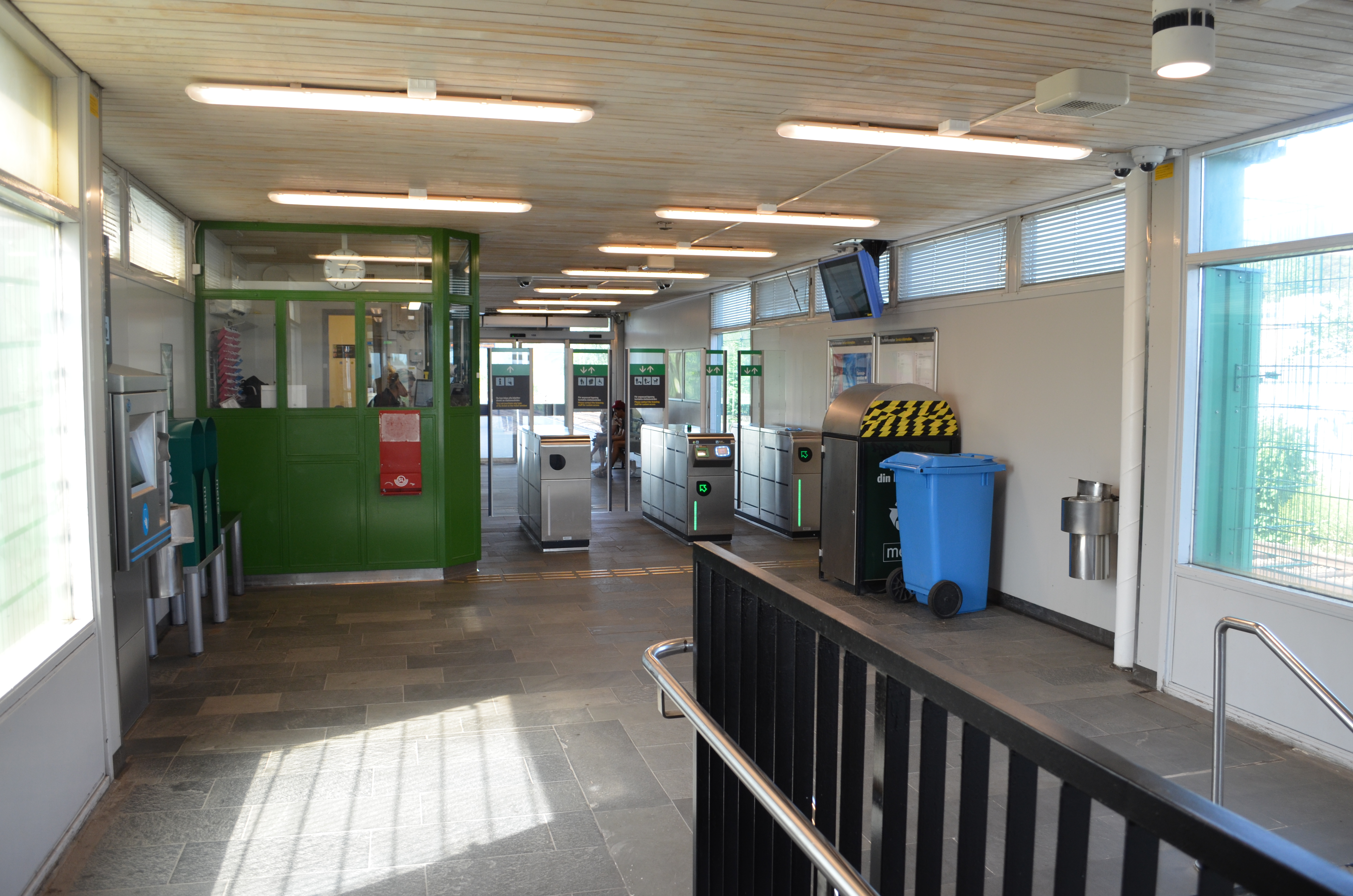
Biljetthallen
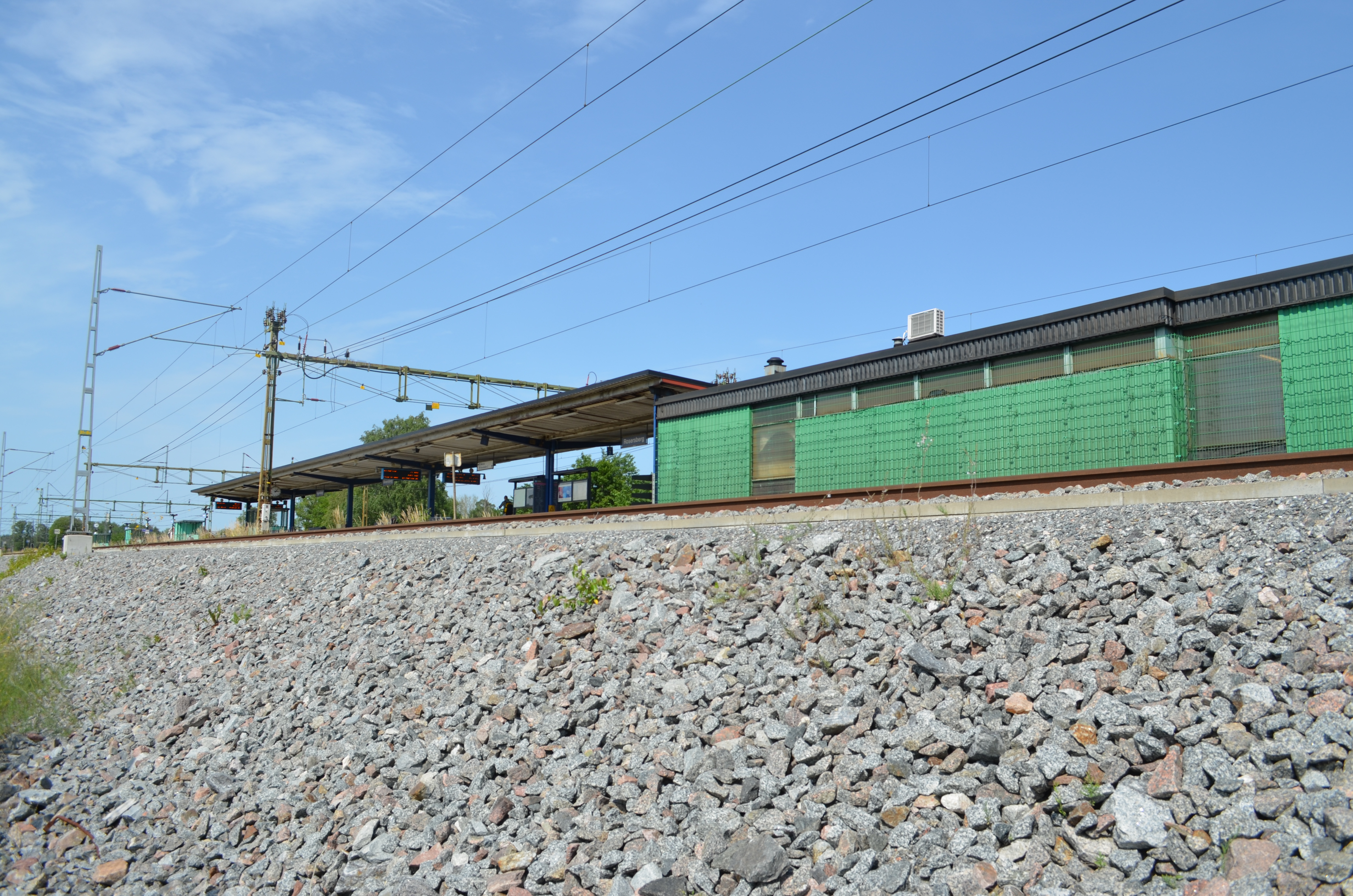
Stationen
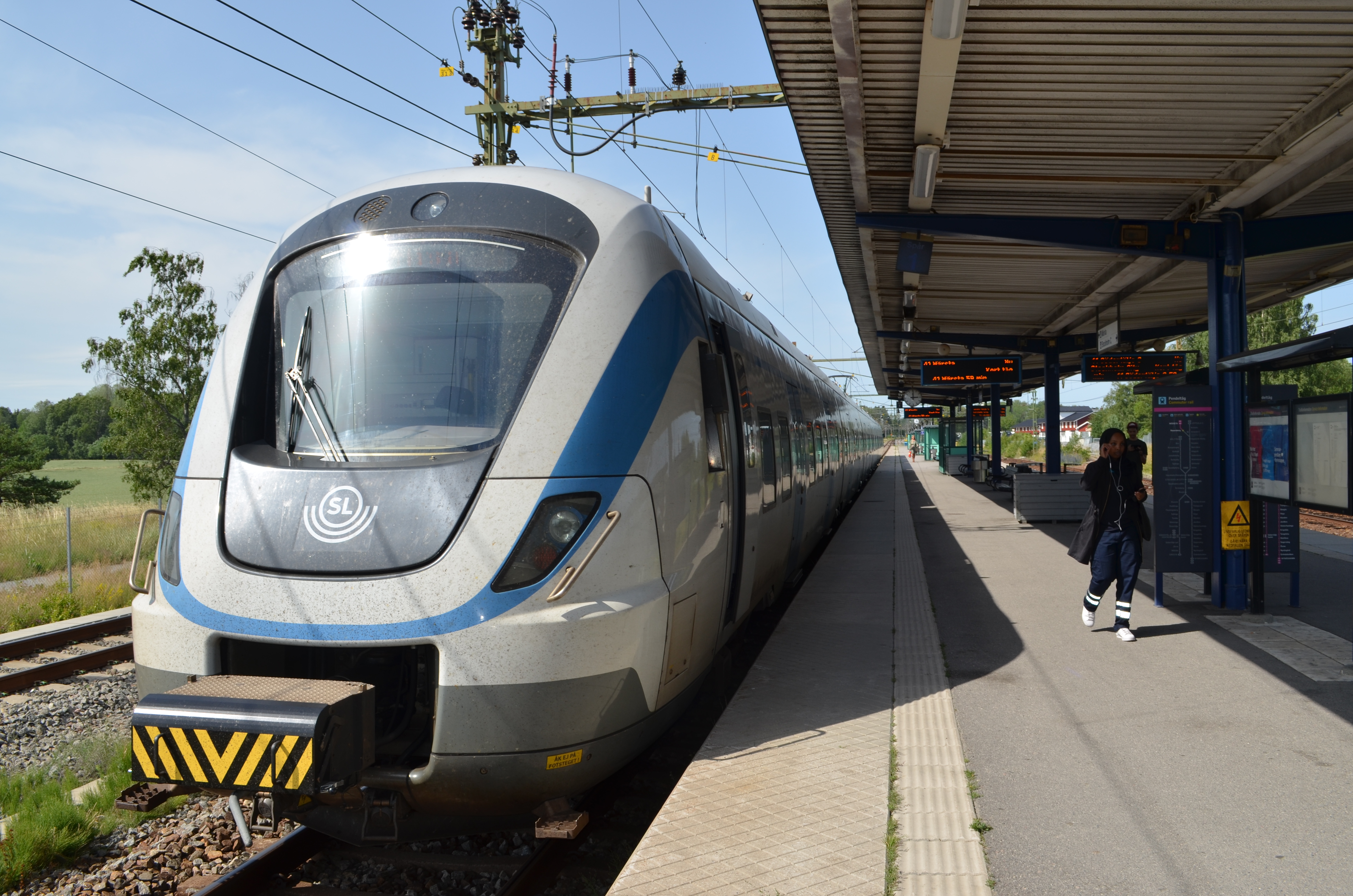
X60-pendeltåg stannar vid stationen
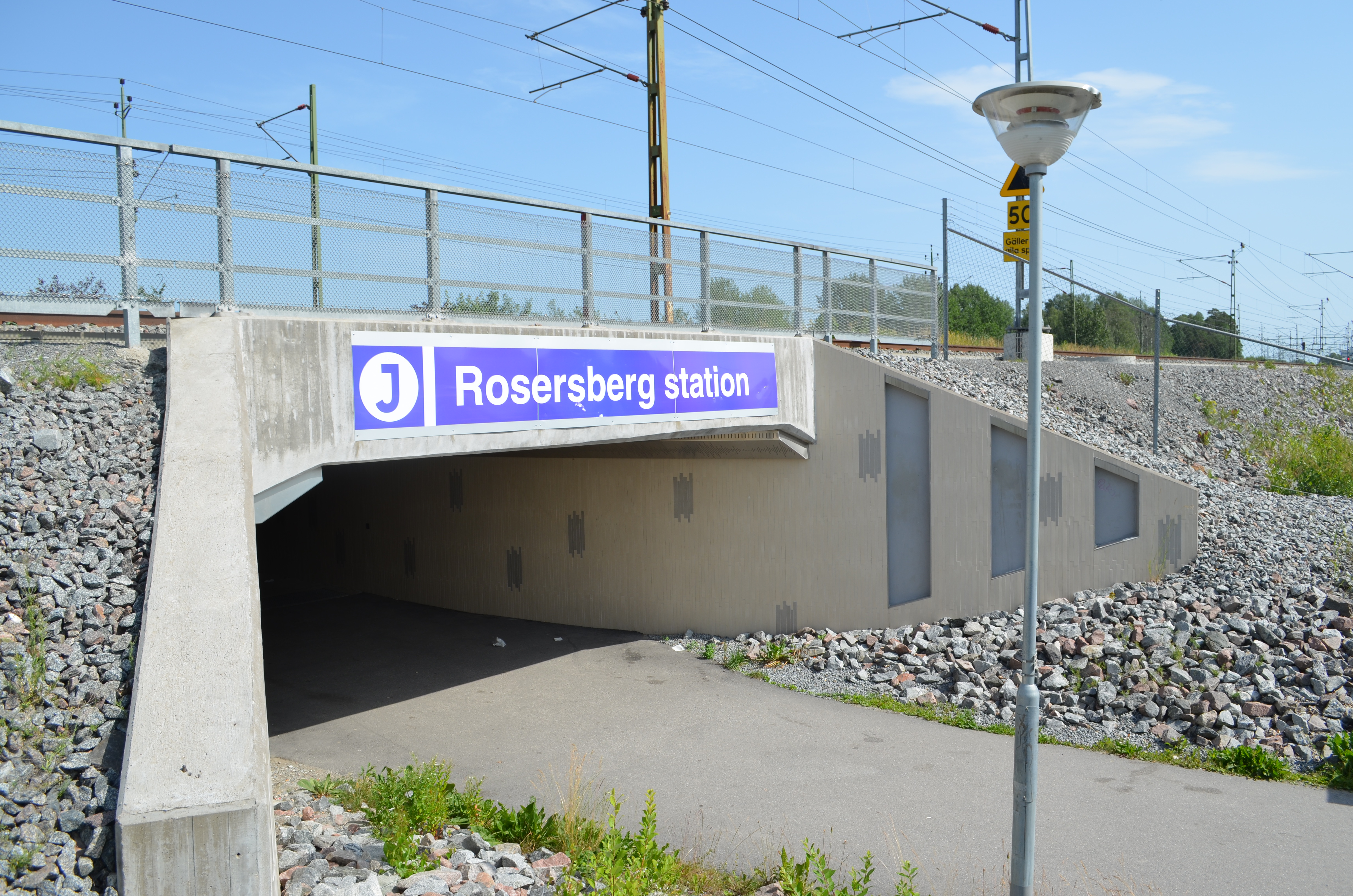
Ingång
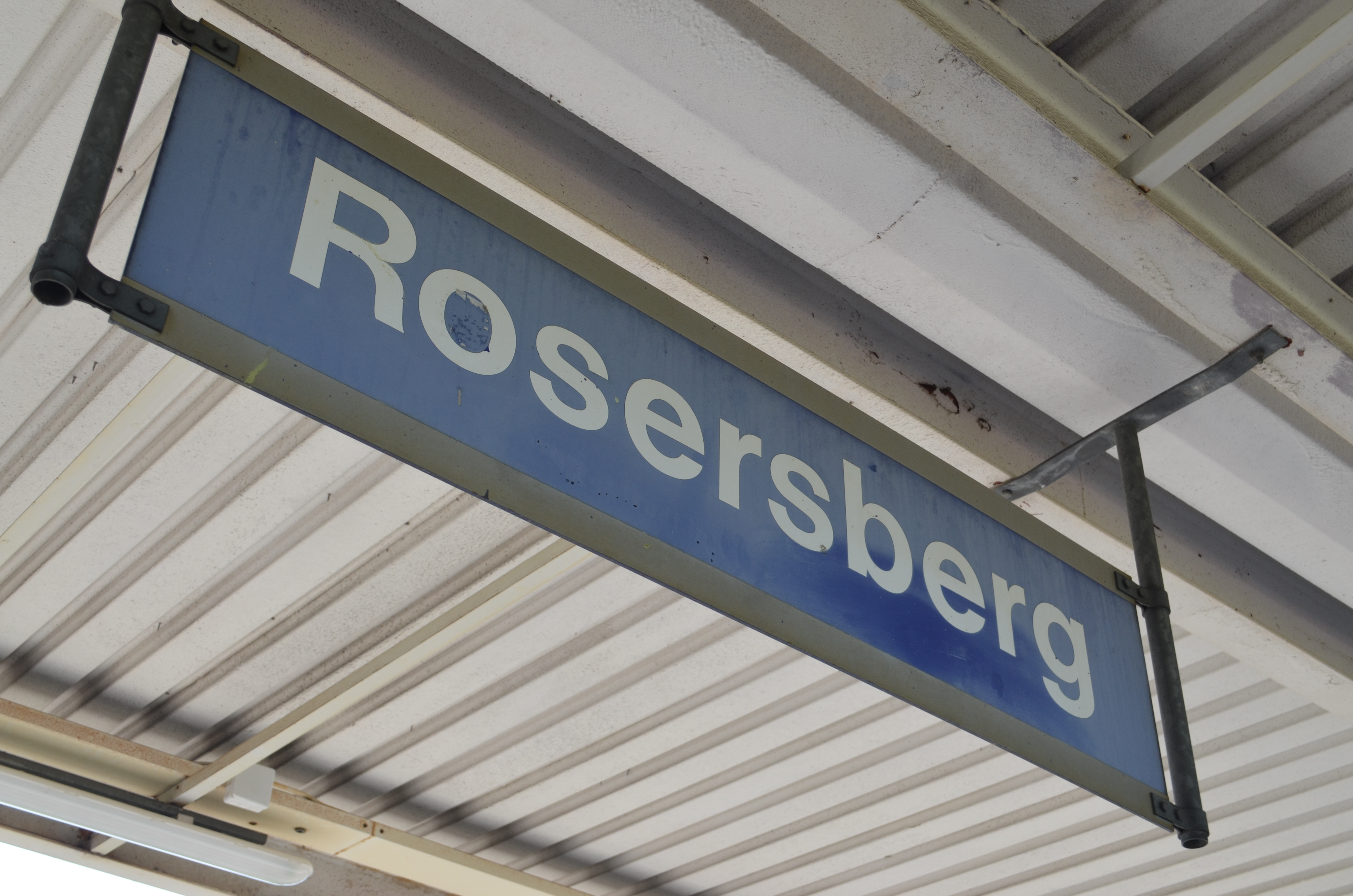
Stationsskylt